# Futbolista argentí de l'any
El Futbolista argentí de l'any (Olimpia de Plata al Mejor Futbolista) és un guardó atorgat anualment des de 1929 pel Círculo de Periodistas Deportivos al millor jugador argentí en el marc dels Premis Olimpia.
Originalment, el guardó atorgat al millor jugador de nacionalitat argentina de l'any sense importar si juga a la Campionat argentí de futbol o a l'estranger, o al millor futbolista de qualsevol nacionalitat que juga a la lliga local. Entre 2008 i 2017 es va lliurar un premi per al millor futbolista local i un altre per al millor argentí a l'estranger.

## Guanyadors

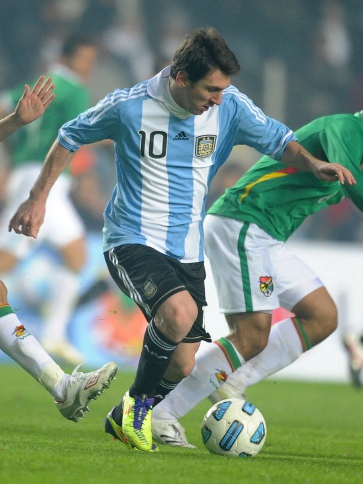
Lionel Messi, el més guardonat

| Any  | Futbolista             | Club                                         |
| ---- | ---------------------- | -------------------------------------------- |
| 1970 | Héctor Yazalde         | CA Independiente                             |
| 1971 | José Omar Pastoriza    | CA Independiente                             |
| 1972 | Ángel Bargas           | CA Chacarita Juniors                         |
| 1973 | Miguel Ángel Brindisi  | CA Huracán                                   |
| 1974 | Miguel Ángel Raimondo  | CA Independiente                             |
| 1975 | Héctor Scotta          | San Lorenzo                                  |
| 1976 | Daniel Passarella      | CA River Plate                               |
| 1977 | Ubaldo Fillol          | CA River Plate                               |
| 1978 | Mario Kempes           | València CF                                  |
| 1979 | Diego Maradona         | AA Argentinos Juniors                        |
| 1980 | Diego Maradona         | AA Argentinos Juniors                        |
| 1981 | Diego Maradona         | CA Boca Juniors                              |
| 1982 | Hugo Orlando Gatti     | CA Boca Juniors                              |
| 1983 | Ricardo Bochini        | CA Independiente                             |
| 1984 | Alberto Márcico        | C. Ferro Carril Oeste                        |
| 1985 | Enzo Francescoli       | CA River Plate                               |
| 1986 | Diego Maradona         | SSC Napoli                                   |
| 1987 | Néstor Fabbri          | Racing Club                                  |
| 1988 | Rubén Paz              | Racing Club                                  |
| 1989 | Carlos Alfaro Moreno   | CA Independiente                             |
| 1990 | Sergio Goycochea       | Millonarios Racing Club                      |
| 1991 | Óscar Ruggeri          | CA Vélez Sarsfield                           |
| 1992 | Luis Islas             | CA Independiente                             |
| 1993 | Ramón Medina Bello     | CA River Plate                               |
| 1994 | Carlos Navarro Montoya | CA Boca Juniors                              |
| 1995 | Enzo Francescoli       | Club Atlético River Plate                    |
| 1996 | José Luis Chilavert    | CA Vélez Sarsfield                           |
| 1997 | Marcelo Salas          | CA River Plate                               |
| 1998 | Gabriel Batistuta      | ACF Fiorentina                               |
| 1999 | Javier Saviola         | CA River Plate                               |
| 2000 | Juan Román Riquelme    | CA Boca Juniors                              |
| 2001 | Juan Román Riquelme    | CA Boca Juniors                              |
| 2002 | Gabriel Milito         | CA Independiente                             |
| 2003 | Carlos Tévez           | CA Boca Juniors                              |
| 2004 | Carlos Tévez           | CA Boca Juniors                              |
| 2005 | Lionel Messi           | FC Barcelona                                 |
| 2006 | Juan Sebastián Verón   | Internazionale FC C. Estudiantes de La Plata |
| 2007 | Lionel Messi           | FC Barcelona                                 |
| 2008 | Juan Román Riquelme    | CA Boca Juniors                              |
| 2008 | Lionel Messi           | FC Barcelona                                 |
| 2009 | Juan Sebastián Verón   | C. Estudiantes de La Plata                   |
| 2009 | Lionel Messi           | FC Barcelona                                 |
| 2010 | Juan Manuel Martínez   | CA Vélez Sarsfield                           |
| 2010 | Lionel Messi           | FC Barcelona                                 |
| 2011 | Juan Román Riquelme    | CA Boca Juniors                              |
| 2011 | Lionel Messi           | FC Barcelona                                 |
| 2012 | Lisandro López         | Arsenal FC                                   |
| 2012 | Lionel Messi           | FC Barcelona                                 |
| 2013 | Maximiliano Rodríguez  | CA Newell's Old Boys                         |
| 2013 | Lionel Messi           | FC Barcelona                                 |
| 2014 | Lucas Pratto           | CA Vélez Sarsfield                           |
| 2014 | Ángel Di María         | Reial Madrid CF Manchester United FC         |
| 2015 | Marco Ruben            | Rosario Central                              |
| 2015 | Lionel Messi           | FC Barcelona                                 |
| 2016 | Fernando Belluschi     | San Lorenzo                                  |
| 2016 | Lionel Messi           | FC Barcelona                                 |
| 2017 | Darío Benedetto        | CA Boca Juniors                              |
| 2017 | Lionel Messi           | FC Barcelona                                 |
| 2018 | Gonzalo Martínez       | CA River Plate                               |
| 2019 | Lionel Messi           | FC Barcelona                                 |
| 2020 | Lionel Messi           | FC Barcelona                                 |
| 2021 | Lionel Messi           | Paris Saint-Germain                          |
| 2022 | Lionel Messi           | Paris Saint-Germain                          |

### Guanyadors
| Futbolista           | Premis |
| -------------------- | ------ |
| Lionel Messi         | 15     |
| Juan Román Riquelme  | 4      |
| Diego Maradona       | 4      |
| Juan Sebastián Verón | 2      |
| Carlos Tévez         | 2      |
| Enzo Francescoli     | 2      |

### Per club
| Club                      | Premis |
| ------------------------- | ------ |
| FC Barcelona              | 13     |
| CA River Plate            | 10     |
| CA Boca Juniors           | 10     |
| CA Independiente          | 7      |
| CA Vélez Sársfield        | 4      |
| Racing Club               | 3      |
| Sant Lorenzo              | 2      |
| AA Argentins Juniors      | 2      |
| C. Estudiants de la Plata | 2      |
| Paris Saint-Germain       | 2      |
| CA Chacarita Juniors      | 1      |
| CA Huracàn                | 1      |
| València CF               | 1      |
| C. Ferro Carril Oest      | 1      |
| SSC Napoli                | 1      |
| Milionaris FC             | 1      |
| ACF Fiorentina            | 1      |
| Internazionale FC         | 1      |
| Arsenal FC                | 1      |
| Newell's Old Boys         | 1      |
| Reial Madrid CF           | 1      |
| Manchester United FC      | 1      |
| Rosari Central            | 1      |